# Альт, Якоб
Якоб Альт (нем. Jakob Alt; 27 сентября 1789, Франкфурт-на-Майне — 30 сентября 1872, Вена) — австрийский художник-пейзажист, график и литограф.

## Биография
Первые уроки рисования Якоб Альт получил в своём родном городе. В 1811 году он поступил в Венскую академию изящных искусств, где учился по классу исторической живописи у Фридриха Августа Бранда и Мартина фон Молитора. 
Совершал многочисленные выезды «на натуру» в австрийские альпийские и придунайские области, где писал пейзажи. 
В 1828 и 1833 годах художник совершил путешествия по Северной Италии, некоторое время проживал в Риме. 
Позднее Якоб Альт работал преимущественно как акварелист: создавал виды Рима по заказу австрийского императора Фердинанда I, а позднее делал эскизы для серии литографий Адольфа Фридриха Кунике «264 вида Дуная по течению этой реки», выходившей в Вене в 1820—1826 годах. 
Кроме этого, Альт был автором и других серий пейзажных литографий, в том числе «Путешествия по живописному Дунаю от Энгельхартсцелля до Вены». Художник во время своих поездок также собирал обширный гербарий, хранящийся ныне в Земельном музее Нижней Австрии.
Сыновья Якоба Альта Рудольф и Франц также были известными художниками. Якоб Альт умер в Вене в 1872 году.

## Галерея
- Голубой грот на Капри 1835-1836
- Вид из окна мастерской художника близ Дорнаха в Вене (1836)
- Замок Шёнбург и церковь Богоматери в Обервезеле на Рейне (1842)
- Влюблённые в полнолуние (1816)
- Монастырь в Мельке на Дунае
- Языческие ворота (1816)